# Nora Monie
Nora Monie Atim (* 4. Juni 1997 in Mission, Texas) ist eine kamerunische Leichtathletin US-amerikanischer Herkunft, die sich auf den Diskuswurf spezialisiert hat und seit 2017 für Kamerun startberechtigt ist. Sie ist aktuell Inhaberin des Landesrekordes im Diskuswurf.

## Sportliche Laufbahn
Erste internationale Erfahrungen sammelte Nora Monie im Jahr 2022, als sie bei den Afrikameisterschaften in Port Louis mit einer Weite von 54,44 m die Silbermedaille hinter der Nigerianerin Chioma Onyekwere gewann. Zuvor studierte sie in den Vereinigten Staaten an der University of Houston. Im August gewann sie bei den Islamic Solidarity Games in Konya mit 50,19 m die Bronzemedaille hinter den Türkinnen Özlem Becerek und Nurten Mermer. Im Jahr darauf siegte sie bei den Spielen der Frankophonie in Kinshasa mit 57,81 m im Diskuswurf und sicherte sich im Kugelstoßen mit 14,84 m die Silbermedaille hinter ihrer Landsfrau Frédéric Lemongo Nkoulou und im Hammerwurf wurde sie mit 39,60 m Vierte. Kurz darauf schied sie bei den Weltmeisterschaften in Budapest mit 54,50 m in der Qualifikationsrunde im Diskuswurf aus. 2024 gewann sie bei den Afrikaspielen in Accra mit 56,11 m die Bronzemedaille im Diskuswurf hinter den Nigerianerinnen Obiageri Amaechi und Chioma Onyekwere und im Kugelstoßen belegte sie mit 15,29 m den sechsten Platz. Im Juni belegte sie bei den Afrikameisterschaften in Douala mit 56,95 m den vierten Platz im Diskuswurf und gelangte im Kugelstoßen mit 14,52 m auf Rang sieben. Zudem wurde sie im Hammerwurf mit 32,37 m Zwölfte.
In den Jahren 2023 und 2024 wurde Monie kamerunische Meisterin im Diskuswurf.

## Persönliche Bestleistungen
- Kugelstoßen: 16,45 m, 1. Februar 2020 in Houston
- Diskuswurf: 59,86 m, 27. April 2024 in Ramona (Landesrekord)
- Hammerwurf: 39,60 m, 4. August 2023 in Kinshasa